# Varan Salvadoriův
Varan Salvadoriův (Varanus salvadorii), dříve též varan papuánský čí varan novoguinejský patří k nejdelším žijícím zástupcům ještěrů z čeledi varanovitých. Ve volné přírodě se vyskytuje na jihu Nové Guineje.

## Popis
Varan dosahuje délky až 240 cm[zdroj?]. Je jediným zástupcem podrodu Papusaurus. Jeho tělo je tmavě zelené, má tupý čenich a velmi dlouhý ocas. Žije v mangrovových bažinách a pobřežním deštným pralese v jihovýchodní části ostrova, kde se přiživuje menšími savci, ptáky, jejich vejci a mršinami. K lovu má dobře přizpůsobené ostré zuby. Samice snáší 20 až 70 vajec.